# Largny-sur-Automne
 Largny-sur-Automne  là một xã ở tỉnh Aisne, vùng Hauts-de-France thuộc miền bắc nước Pháp.